# Vítězslav Nezval
Vítězslav Nezval (Biskoupky, 1900. május 26. – Prága, 1958. április 6.) cseh szürrealista költő, a modern cseh irodalom egyik legnagyobb alakja.

## Pályafutása
Morvaországi tanító fiaként született. Rövid katonáskodás után jogász volt Brnóban, aztán a prágai bölcsészkaron tanult. Utána néhány évig lexikonszerkesztőként, majd dramaturgként dolgozott. 1925-től már kizárólag az irodalomnak élt. 1945-től -51-ig a csehszlovák filmosztályt vezette a tájékoztatási minisztériumban, majd ismét szabadúszó író lett.
Bohém figura volt. Kötetlenül élt. Ifjúkorától kezdve közeledett a baloldali mozgalmakhoz.
Az 1920-as években bekapcsolódott az irodalmi avatgarde-ba. A cseh szürrealisták egyik vezérévé vált. Írt zenét, forgatókönyvet, dalokat; festett. Robert David néven Villon-modorú politikai és szerelmi lírai verseket írt.
Sokat utazott, főleg Franciaországba és a Szovjetunióba.
Hatással volt az egész cseh szellemi életre. A költészetet az emberi képességek kiteljesedésének tekintette. Az 1928-ban írt Edison c. nagyszabású költeménye Apollinaire, Cendrars, Majakovszkij, vagy Kassák hasonló nagyívű poémáinak rokona. A mű Garai Gábor fordításában ismert magyarul. Az Isten veled, kendőcske (1934) verseskötet szürrealista hangon örökíti meg nyugati utazási élményeit. A Manon Lescaut-ból (Prévost) verses színdarabot írt a második világháború alatt.
1955-ben jelent meg a Búzavirágok és városok c. filozofikus költeménye, a szürrealizmus és a realista egyszerűség ötvözéseként.
1956-ban adták ki a Ma még lenyugszik a Nap c. memoárszerű regényét.
Magyarul jelentős kiadás Az éjszaka költeményei c. kötete (Magyar Helikon, 1966).

## Magyarul
- A csodálatos varázsló. Válogatott versek; ford. Monoszlóy M. Dezső, bev. Břetislav Truhlář; Szlovákiai Szépirodalmi Kiadó, Bratislava, 1960
- Ma még lenyugszik a nap Atlantisz felett; ford. Győri Gábor; Színháztudományi Intézet, Bp., 1965 (Világszínház)
- ABC; ford. Rákos Sándor, ill. Szántó Tibor; Magyar.Helikon, Bp., 1965
- Tárgyak, virágok, állatok, emberek – gyerekszemmel; ford. László Koncsol, ill. Jiri Trnka; Tatran–Móra, Bratislava–Bp., 1966
- Az éjszaka költeményei; vál., utószó Dobossy László, nyersford. Bojtár Endre, ford. Eörsi István, Garai Gábor, ill. Hincz Gyula; Magyar Helikon, Bp., 1966
- Életemből; ford., jegyz. Szalatnai Rezső; Európa, Bp., 1967
- Vítězslav Nezval versei; vál. Dobossy László, ford. Eörsi István et al.; Európa, Bp., 1983 (Lyra Mundi)